# ロバート・サットン (外交官)

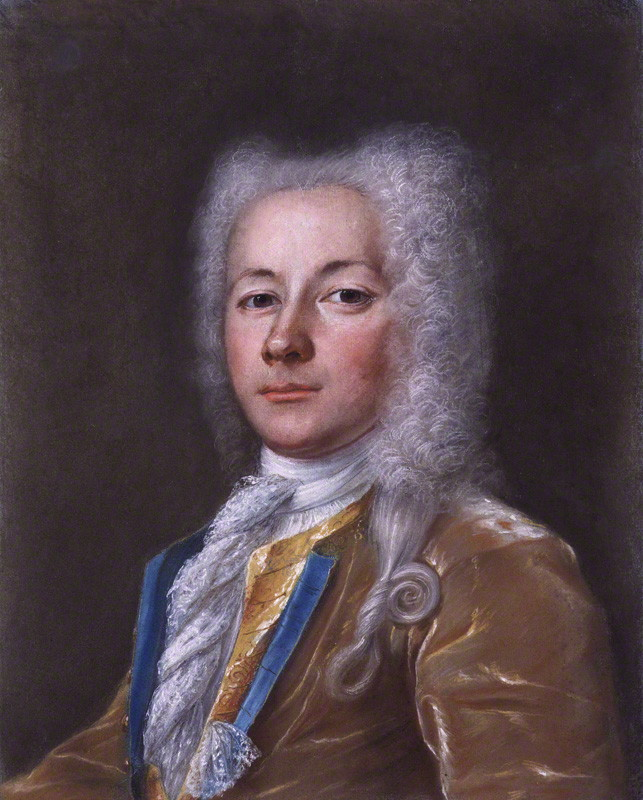
ギヨーム・ビロション（Guillaume Birochon）による肖像画、1724年/1725年。

サー・ロバート・サットン（英語: Sir Robert Sutton KB PC、1671年/1672年 – 1746年8月13日）は、イギリスの外交官、政治家。在オーストリアイングランド使節（在任：1697年 – 1700年）、在オスマン帝国イギリス大使（在任：1700年 – 1717年）、在フランスイギリス大使（在任：1720年 – 1721年）を歴任した後、庶民院議員（在任：1722年 – 1732年、1734年 – 1741年）を務めたが、会社増資に際して虚偽申告を行ったため1732年に庶民院を追放されている。

## 生涯

### 生い立ち
ロバート・サットン（Robert Sutton、1691年没）と妻キャサリン（Katherine、旧姓シャーボーン（Sherborne）、ウィリアム・シャーボーンの娘）の息子として、1671年か1672年に生まれた。1688年5月25日にオックスフォード大学トリニティ・カレッジに入学、1691年にミドル・テンプルに入学した。同1691年、父の死去に伴いその遺産を継承した。1692年3月1日、トリニティ・カレッジでB.A.の学位を修得した。聖職者として1694年に在オーストリアイングランド特命全権公使で従兄弟にあたる第2代レキシントン男爵ロバート・サットンの礼拝堂所属牧師（chaplain）を務めた。

### 外交官として
1697年11月に大使館秘書官に任命され、12月19日にレキシントン男爵がウィーンから出立するとResidentとして1700年まで務めた。レキシントン男爵の後援により1700年12月に在オスマン帝国イギリス大使に任命され、1701年6月18日に騎士爵に叙された後、1702年1月にアドリアノープルに到着した。『オックスフォード英国人名事典』によると、サットンはオスマン帝国の政策への判断が的確であり、コンスタンティノープルで使用される言語であるイタリア語とラテン語も話せたという。また、在オスマン帝国イギリス大使は貿易会社のレヴァント会社からも賃金を受け取っていたため、サットンは富を蓄えた。1716年春にエドワード・ウォートリー・モンタギューが在オスマン帝国大使に任命された後、ウォートリー・モンタギューが1717年3月にコンスタンティノープルに到着すると、サットンはイングランドへの帰途につき、1717年9月28日にウィーンに到着したが、エイブラハム・スタンヤンとともに墺土戦争の講和交渉における仲介役に任命され、1718年5月15日から9月4日までパッサロヴィッツに滞在した。その後、再びウィーン経由でイングランドに向かった。
1720年4月に在フランスイギリス大使に任命され、4月4日に信任状を受けたが、遅々としてパリに向かおうとせず、南部担当国務大臣ジェームズ・クラッグスが解任をちらつかせたことでようやく動き出し、6月17日にパリに到着した。以降1年半近く在任して、1721年11月27日にパリを離れたが、本国政府はサットンを信用しておらず、その在任中（1721年1月）に第2代カートレット男爵ジョン・カートレットを在フランス大使に任命した。しかし、その矢先にクラッグスと北部担当国務大臣の初代スタンホープ伯爵ジェームズ・スタンホープが死去したため、結局カートレット男爵が任地に向かうことはなかった。その後、サー・ルーク・シャウブが代わって在フランス大使に任命され、1721年3月にパリに到着、11月にサットンがパリを離れるまで共同で大使を務めた。

### 政治家、商人として
1722年イギリス総選挙でノッティンガムシャー選挙区から出馬した。ノッティンガムシャーの現職議員は2名ともにトーリー党所属だったが、サットンと第2代ハウ子爵エマニュエル・ハウはホイッグ党の代表として出馬、それぞれ1,349票と1,339票を得て現職議員2名を下した。選挙戦に費やした支出は大きく、1727年イギリス総選挙では両党が妥協することになり、トーリー党はサットンとハウを無投票で当選させ、その見返りとしてノッティンガム選挙区とイースト・レットフォード選挙区でそれぞれ1議席を指名した。初当選直後の1722年5月9日に枢密顧問官に任命され、1725年5月27日にバス勲章を授与された。また、1723年に第3代ラトランド公爵ジョン・マナーズが第2代レキシントン男爵ロバート・サットンの娘と結婚したため、マナーズ家はノッティンガムシャーでサットン家を支持した。
1728年に政府の許可を得てチャリタブル・コーポレーション（Charitable Corporation）の資本金を10万ポンドから30万ポンドに増資、1730年にさらに許可を得て60万ポンドに増資した。2回ともに（内部者取引の形で）新株に応募して多額の利益を上げ、1731年に庶民院で会社による不公正な取引方法や認可状違反を擁護したが、1732年に会社の大規模な不正と損失が露見したため、一転して多額の損失を出した。同年に庶民院で調査委員会が立ち上げられると、調査委員会は4月に報告書を発表、会社役員の一部が「株価を上げることしか頭になかった」ため会社の財産を不当に流用したと批判した。報告書によると、サットン自身は不当流用はしなかったが、1728年に増資を申請したときに虚偽申告を行った。これにより野党派ホイッグ党の議員サミュエル・サンズは5月3日の弁論でサットンを攻撃、サットンは翌日の返答で自身が会社の不正について全く知らなかったと主張した。その後、サンズは役員の1人の自供に基づく報告書を入手したため、サットンへの攻撃を再開したが、サットンが職務怠慢という一点のみで有罪とすることが賛成148票、反対89票で可決されたため、（初代エグモント伯爵ジョン・パーシヴァルによると）野党議員約50名が激怒して離席したという。ただし、結果的にはサットンの庶民院追放は可決された。
1734年イギリス総選挙でグレート・グリムズビー選挙区から出馬して、無投票で当選した。グレート・グリムズビーは選挙区として長らく腐敗しており、1714年に南海会社理事を罷免されたアーサー・ムーア、南海泡沫事件により1721年に庶民院を追放された初代準男爵サー・ロバート・チャップリンなど多くの悪徳商人が当選してきており、サットンもその例に漏れなかった。ただし、1734年以降は政治や実業に関与せず、1741年イギリス総選挙にも出馬せず、議員を退任した。
議員を退任した後、大法官の初代ハードウィック男爵フィリップ・ヨークは1742年のチャリタブル・コーポレーション対サットンにおける判決で庶民院の決定（すなわち、サットンが職務怠慢のみで有罪であるとする決定）を支持した。
1746年8月13日に死去した。

## 家族
1724年12月10日、裕福な相続人ジュディス・スペンサー（Judith Spencer、旧姓ティッチボーン（Tichborne）、ベンジャミン・ティッチボーンの娘、第3代サンダーランド伯爵チャールズ・スペンサーの未亡人）と結婚した。子女のうち、父に先立たなかったのは2男だけだった。
- ジョン（1772年没） - 子供なし[12]
- リチャード（英語版）（1733年 – 1802年） - 初代準男爵、庶民院議員